# Драбиновка (Кобелякский район)
Драбиновка (укр. Драбинівка) — село, Бутенковский сельский совет, Кобелякский район, Полтавская область, Украина.
Население по данным 1989 года составляло 10 человек.
Село ликвидировано в 1995 году.

## Географическое положение
Село Драбиновка находится на правом берегу реки Кобелячка, выше по течению на расстоянии в 1 км расположено село Бутенки, ниже по течению на расстоянии в 2,5 км расположено село Золотаревка, на противоположном берегу — село Вишнёвое.

## История
- 1995 — село ликвидировано[1].